# Soulangy
Soulangy est une commune française située dans le département du Calvados en région Normandie.

## Géographie

### Localisation

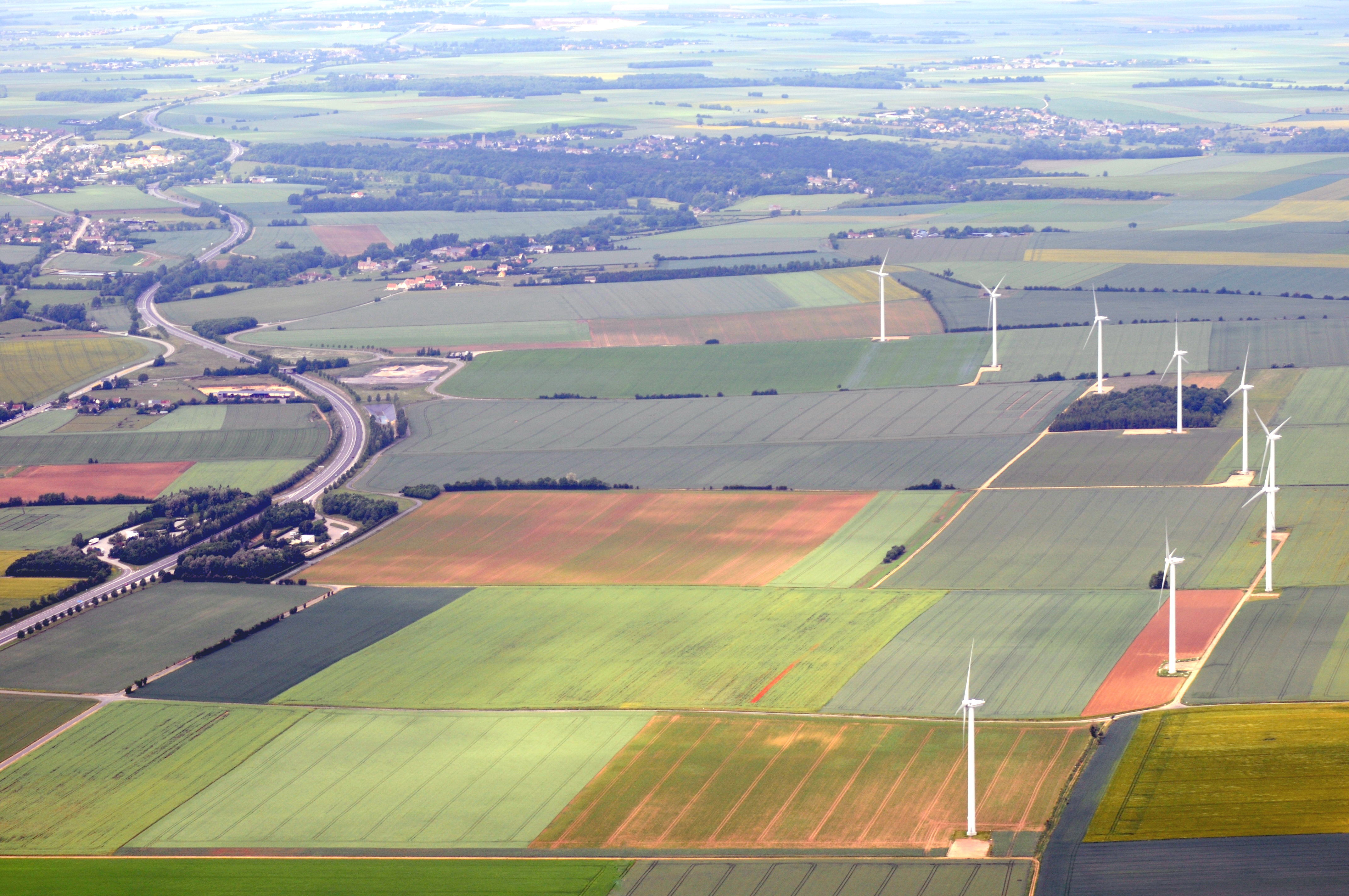
La route nationale no 158 de Caen à Falaise et le champ d'éoliennes de Soulangy - Saint-Pierre-Canivet - Aubigny. L'éolienne au premier plan est sur la commune d'Aubigny, les deux suivantes sur Saint-Pierre-Canivet, les six autres sur Soulangy. On distingue à gauche les aires de repos de Soulangy.

Soulangy est une commune de la périphérie nord de Falaise, située à vol d'oiseau à 6 km de cette ville, et à 28 km au nord-est de Caen..
La commune se trouve dans l'aire d'attraction de Caen et dans sa zone d'emploi, ainsi que dans le bassin de vie de Falaise.

### Communes limitrophes
Les communes limitrophes sont  Bons-Tassilly, Olendon, Saint-Pierre-Canivet, Villers-Canivet et Épaney.
| Villers-Canivet                       | Bons-Tassilly        | Olendon              |
| Villers-Canivet                       | Soulangy             | Épaney               |
| Villers-Canivet, Saint-Pierre-Canivet | Saint-Pierre-Canivet | Saint-Pierre-Canivet |

### Géologie et relief
La superficie de la commune est de 7,18 km2 ; son altitude varie de 139  à   176 mètres.

### Hydrographie
La commune est située dans le bassin Seine-Normandie. Elle est drainée par le Laizon, le ruisseau du Cassis et un autre petit cours d'eau,.
Le Laizon, d'une longueur de 39 km, prend sa source dans la commune de Villers-Canivet et se jette  dans la Dives à Saint-Ouen-du-Mesnil-Oger, après avoir traversé 16 communes. 

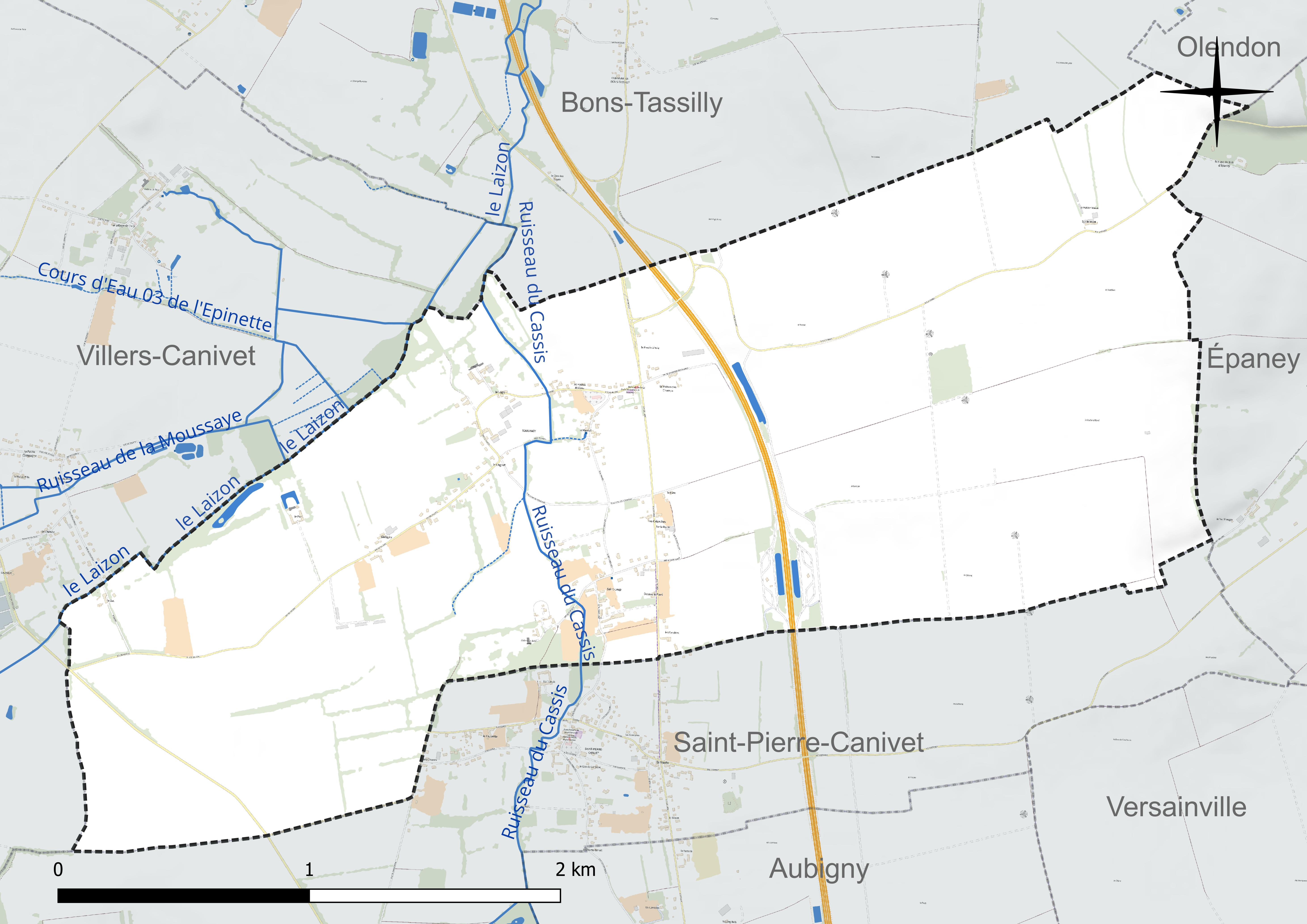
Réseau hydrographique de Soulangy.

### Climat
Pour des articles plus généraux, voir Climat de la Normandie et Climat du Calvados.
En 2010, le climat de la commune est de type climat océanique franc, selon une étude du CNRS s'appuyant sur une série de données couvrant la période 1971-2000. En 2020, Météo-France publie une typologie des climats de la France métropolitaine dans laquelle la commune est exposée à un climat océanique et est dans la région climatique Normandie (Cotentin, Orne), caractérisée par une pluviométrie relativement élevée (850 mm/a) et un été frais (15,5 °C) et venté. Parallèlement le GIEC normand, un groupe régional d'experts sur le climat, différencie quant à lui, dans une étude de 2020, trois grands types de climats pour la région Normandie, nuancés à une échelle plus fine par les facteurs géographiques locaux. La commune est, selon ce zonage, exposée à un « climat des plateaux abrités », correspondant à la plaine agricole de Caen à Falaise, sous le vent des collines de Normandie et proche de la mer, se caractérisant par une pluviométrie et des contraintes thermiques modérées.
Pour la période 1971-2000, la température annuelle moyenne est de 10,3 °C, avec  une amplitude thermique annuelle de 13,1 °C. Le cumul annuel moyen de précipitations est de 757 mm, avec 12,2 jours de précipitations en janvier et 7,5 jours en juillet. Pour la période 1991-2020, la température moyenne annuelle observée sur la station météorologique la plus proche, située sur la commune de Damblainville à 8 km à vol d'oiseau, est de 11,6 °C et le cumul annuel moyen de précipitations est de 716,8 mm,. Pour l'avenir, les paramètres climatiques de la commune estimés pour 2050 selon différents scénarios d'émission de gaz à effet de serre sont consultables sur un site dédié publié par Météo-France en novembre 2022.

## Urbanisme

### Typologie
Au 1er janvier 2024, Soulangy est catégorisée commune rurale à habitat dispersé, selon la nouvelle grille communale de densité à 7 niveaux définie par l'Insee en 2022.
Elle est située hors unité urbaine. Par ailleurs la commune fait partie de l'aire d'attraction de Caen, dont elle est une commune de la couronne,. Cette aire, qui regroupe 296 communes, est catégorisée dans les aires de 200 000 à moins de 700 000 habitants,.

### Occupation des sols

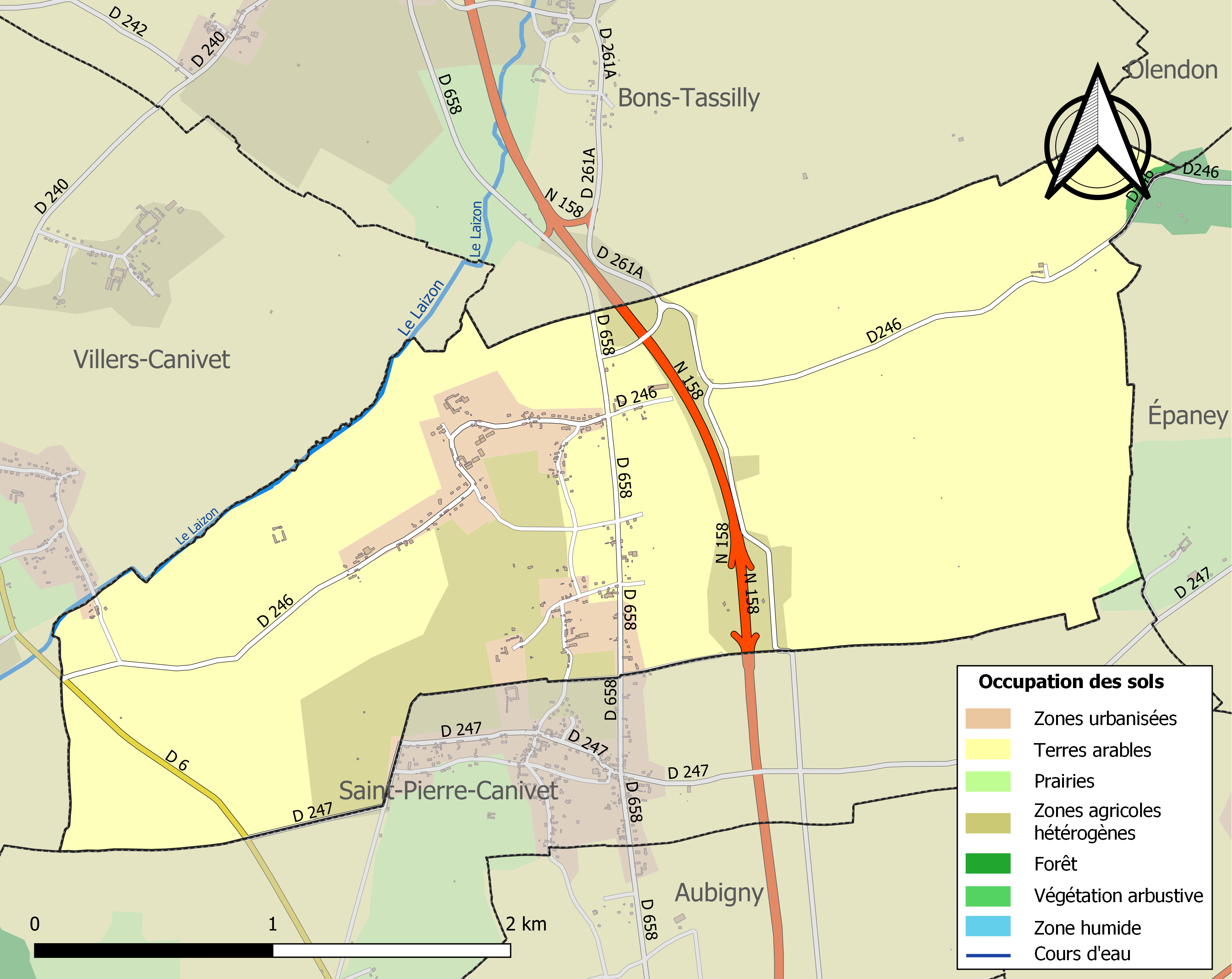
Carte des infrastructures et de l'occupation des sols de la commune en 2018 (CLC).

L'occupation des sols de la commune, telle qu'elle ressort de la base de données européenne d'occupation biophysique des sols Corine Land Cover (CLC), est marquée par l'importance des territoires agricoles (93,5 % en 2018), en diminution par rapport à 1990 (95,2 %). La répartition détaillée en 2018 est la suivante : 
terres arables (78,9 %), zones agricoles hétérogènes (14,4 %), zones urbanisées (6,2 %), forêts (0,3 %), prairies (0,2 %). L'évolution de l'occupation des sols de la commune et de ses infrastructures peut être observée sur les différentes représentations cartographiques du territoire : la carte de Cassini (XVIIIe siècle), la carte d'état-major (1820-1866) et les cartes ou photos aériennes de l'IGN pour la période actuelle (1950 à aujourd'hui).

### Habitat et logement
En 2021, le nombre total de logements dans la commune était de 113, alors qu'il était de 109 en 2016 et de 106 en 2011.
Parmi ces logements, 89,9 % étaient des résidences principales, 3,4 % des résidences secondaires et 6,8 % des logements vacants. Ces logements étaient  tous des maisons individuelles.
Le tableau ci-dessous présente la typologie des logements à Soulangy en 2021 en comparaison avec celle du Calvados et de la France entière. Une caractéristique marquante du parc de logements est ainsi la faible proportion des résidences secondaires et logements occasionnels (3,4 %) par rapport au département (17,8 %) et à la France entière (9,7 %).
| Typologie                                               | Soulangy | Calvados | France entière |
| ------------------------------------------------------- | -------- | -------- | -------------- |
| Résidences principales (en %)                           | 89,9     | 75,5     | 82,2           |
| Résidences secondaires et logements occasionnels (en %) | 3,4      | 17,8     | 9,7            |
| Logements vacants (en %)                                | 6,8      | 6,6      | 8,1            |

### Voies de communication et transports
La commune est desservie par la route nationale 158 qui relie Caen à Falaise.

## Toponymie
Le nom de la localité est attesté sous les formes Solengiacus vers 1050, ; Solengiacum au début du XIIe siècle (Orderic Vital, II, 548) ; Solengeio en 1260 (forme romane *Solengei, mal latinisée avec une désinence -o)
Il s'agit d'une formation toponymique gallo-romane en -(i)acum, suffixe de localisation et de propriété,, d'origine gauloise. Le premier élément Soulan(g)- représente l'anthroponyme roman Solemnius,. La forme primitive devait être *Solemniacum, tout comme : Soulangy (Yonne, Solemniacus 580).

## Histoire
En 1828, Soulangy (252 habitants en 1821) absorbe Saint-Loup-Canivet (107 habitants),, au sud de son territoire.

## Politique et administration

### Rattachements administratifs et électoraux

#### Rattachements administratifs
La commune se trouve depuis 1926 dans l'arrondissement de Caen du département du Calvados.
Elle faisait partie depuis 1801 du canton de Falaise-Sud. Dans le cadre du redécoupage cantonal de 2014 en France, cette circonscription administrative territoriale a disparu, et le canton n'est plus qu'une circonscription électorale.

#### Rattachements électoraux
Pour les élections départementales, la commune fait partie depuis 2014 du canton de Falaise
Pour l'élection des députés, elle fait partie de la troisième circonscription du Calvados.

### Intercommunalité
Soulangy est membre de la communauté de communes du Pays de Falaise, un établissement public de coopération intercommunale (EPCI) à fiscalité propre créé en 1994 et auquel la commune a transféré un certain nombre de ses compétences, dans les conditions déterminées par le code général des collectivités territoriales.

### Administration municipale
Compte tenu de la population de la commune, son conseil municipal est composé de onze membres dont le maire et ses adjoints.

### Liste des maires
| Période                                  | Période                        | Identité         | Étiquette | Qualité                                                 |
| ---------------------------------------- | ------------------------------ | ---------------- | --------- | ------------------------------------------------------- |
| Les données manquantes sont à compléter. |                                |                  |           |                                                         |
| juin 1957                                | mars 2001                      | Pierre Devaux    | SE        | Agriculteur                                             |
| mars 2001                                | mars 2008                      | Marc Pisant      | DVD       | Cadre retraité chez Moulinex                            |
| mars 2008                                | mai 2020                       | Pierre Livic     | SE        | Retraité (chef d'entreprise)                            |
| mai 2020,                                | décembre 2022                  | Dominique Abegg  | SE        | Retraité d'EDF Démissionnaire pour raisons personnelles |
| janvier 2023                             | février 2023                   | Jean-Claude Blin | SE        | Retraité, ancien premier adjoint Démissionnaire         |
| mars 2023                                | En cours (au 30 novembre 2023) | Philippe Poupard |           | Agriculteur retraité                                    |

## Équipements et services publics

### Enseignement
Les enfants de la commune sont scolarisés avec ceux d'Aubigny et de Saint-Pierre-Canivet dans le cadre du regroupement pédagogique intercommunal des Trois tulipes. L'école de Soulangy accueille la classe de grande section de maternelle et de cours préparatoire.

## Population et société

### Démographie
L'évolution du nombre d'habitants est connue à travers les recensements de la population effectués dans la commune depuis 1793. Pour les communes de moins de 10 000 habitants, une enquête de recensement portant sur toute la population est réalisée tous les cinq ans, les populations de référence des années intermédiaires étant quant à elles estimées par interpolation ou extrapolation. Pour la commune, le premier recensement exhaustif entrant dans le cadre du nouveau dispositif a été réalisé en 2006.

En 2022, la commune comptait 250 habitants, en évolution de +0,4 % par rapport à 2016 (Calvados : +1,58 %, France hors Mayotte : +2,11 %).
| 1793 | 1800 | 1806 | 1821 | 1831 | 1836 | 1841 | 1846 | 1851 |
| ---- | ---- | ---- | ---- | ---- | ---- | ---- | ---- | ---- |
| 251  | 240  | 278  | 252  | 301  | 303  | 294  | 284  | 272  |

| 1856 | 1861 | 1866 | 1872 | 1876 | 1881 | 1886 | 1891 | 1896 |
| ---- | ---- | ---- | ---- | ---- | ---- | ---- | ---- | ---- |
| 284  | 291  | 256  | 243  | 237  | 204  | 184  | 187  | 190  |

| 1901 | 1906 | 1911 | 1921 | 1926 | 1931 | 1936 | 1946 | 1954 |
| ---- | ---- | ---- | ---- | ---- | ---- | ---- | ---- | ---- |
| 172  | 174  | 179  | 164  | 160  | 161  | 176  | 189  | 163  |

| 1962 | 1968 | 1975 | 1982 | 1990 | 1999 | 2006 | 2011 | 2016 |
| ---- | ---- | ---- | ---- | ---- | ---- | ---- | ---- | ---- |
| 158  | 159  | 183  | 230  | 248  | 238  | 263  | 254  | 249  |

| 2021 | 2022 | - | - | - | - | - | - | - |
| ---- | ---- | - | - | - | - | - | - | - |
| 251  | 250  | - | - | - | - | - | - | - |

Soulangy a compté jusqu'à 303 habitants en 1836.

## Économie
Au XIXe siècle, la commune, vouée à l'élevage, comptait 55 chevaux, 150 bêtes à cornes, 300 moutons, sur une quinzaine d'exploitations.
À cette époque, la commune est aussi réputée pour son cidre, plus de 2 000 pommiers y sont recensés, la ferme du Part est la plus importante.

## Culture locale et patrimoine

### Lieux et monuments
- L'église Notre-Dame du XIIIe siècle  Classé MH (1910)[37]. 
Il faut signaler le retable du maitre-autel  Classé MH (1975)[38]., commandé par la fabrique en 1642 à Jacques et Philippe Coepel sculpteurs  et les deux retables des chapelles de la Vierge et de saint Joseph  Classé MH (1975)[39], exécutés en 1683, à la suite d'une commande du curé François Hardy.
- Chapelle Notre-Dame, route départementale n°6
- Manoir du Logis  Inscrit MH (1928)[40],[41] du XVIIe siècle.
- Ferme-manoir du Part, du XVIIIe siècle[42].
- Château de Saint-Loup, du XIXe siècle[43].
- Menhir des Vingt Acres découvert enterré en 1995 lors du diagnostic archéologique précédant la réalisation de la déviation de Soulangy. Sa fosse de calage était alors bien visible sous sa base[44]. Il a été érigé sur l'aire de stationnement Ouest de la RN 158[45].
- Croix du cimetière de l'église paroissiale de la nativité de Notre-Dame, sans doute du XVIIIe siècle[46]
- Maisons et fermes anciennes[47],[48],[49]
- L'église Saint-Loup n'a pas survécu à la fusion des communes et paroisses. Elle a été démolie au XIXe siècle[50],[51]. Il en subsiste la croix de cimetière, donnée en 1727 par  le curé Jacques Lesage. Son croisillon a été refait[52]

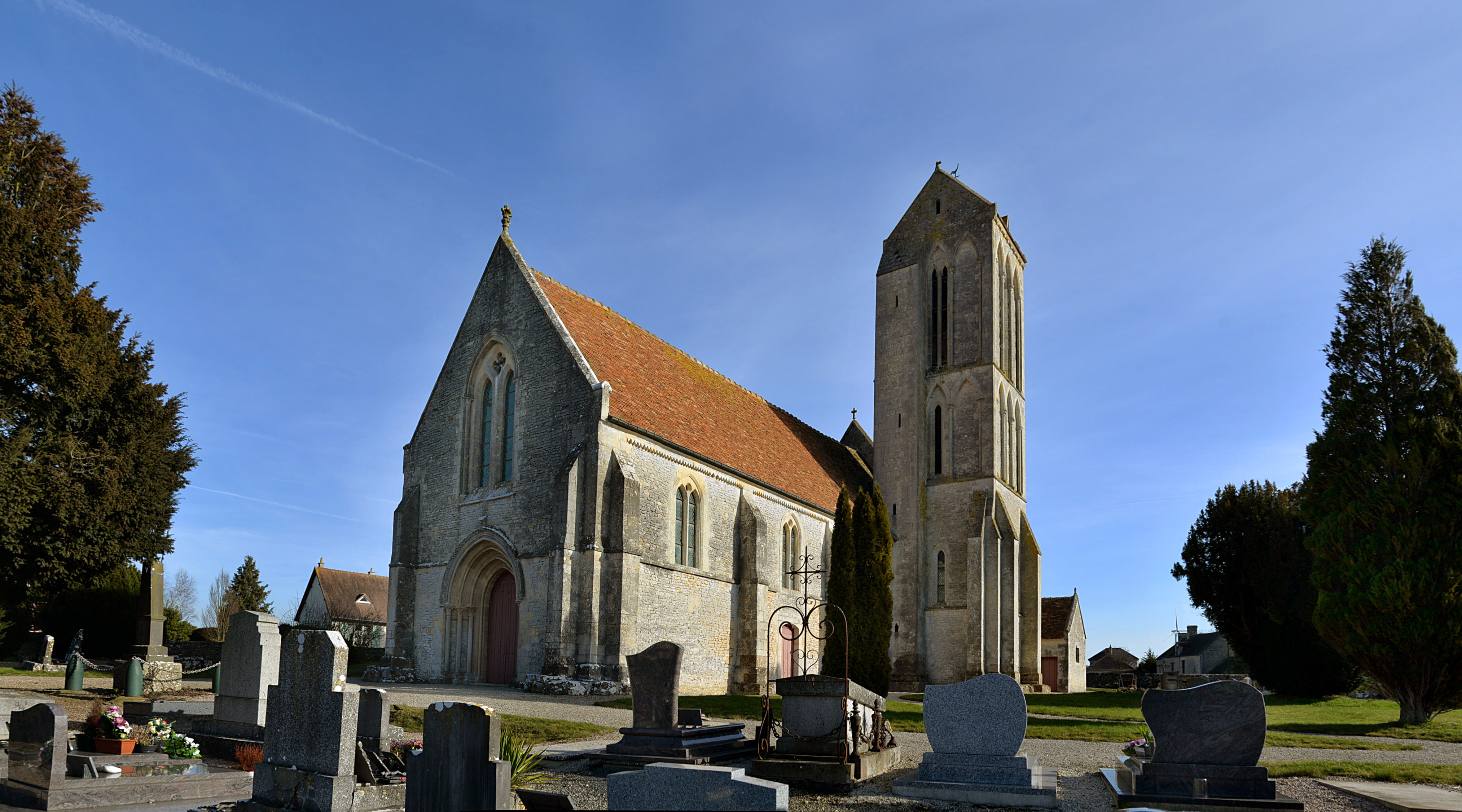
L'église Notre-Dame.
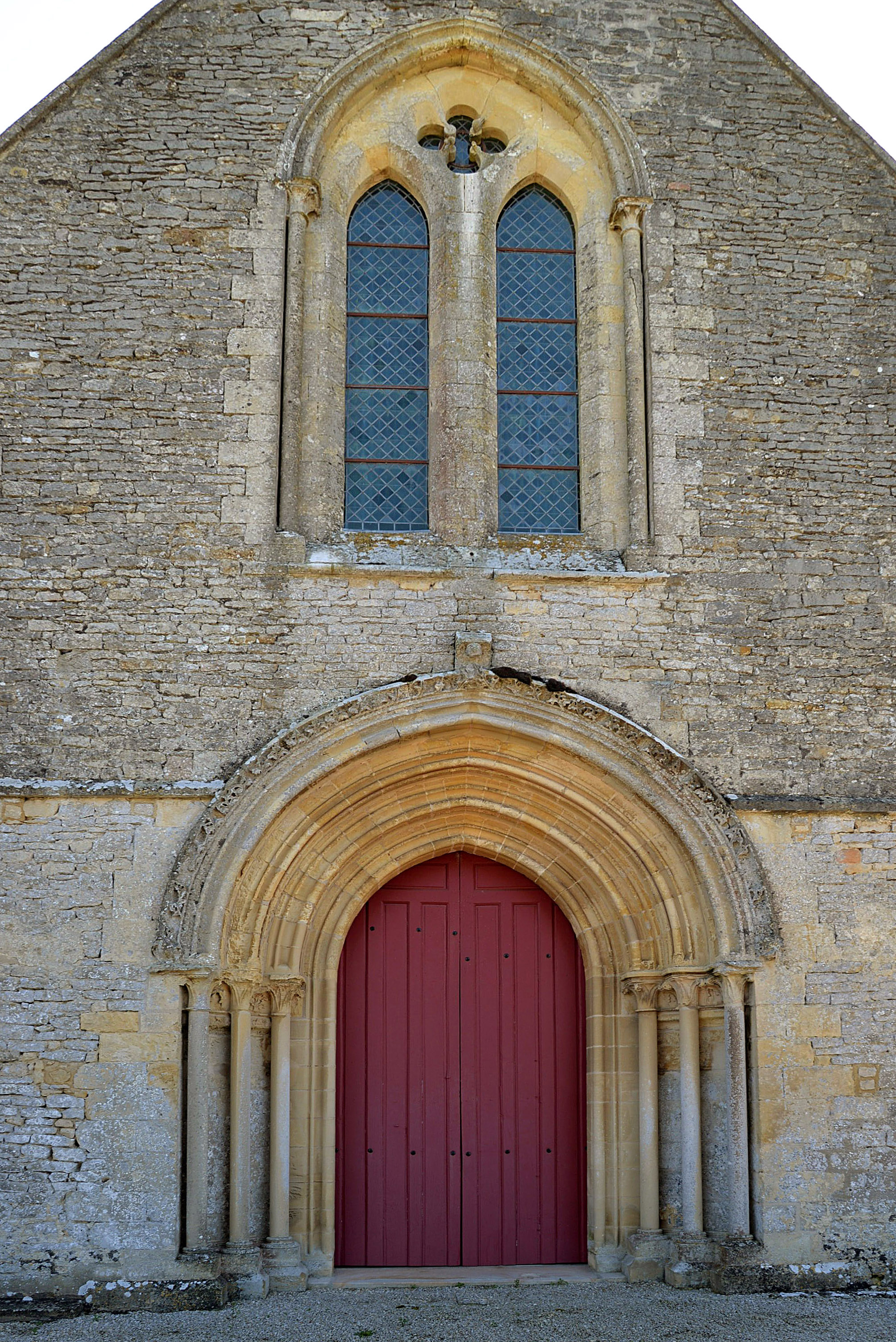
Le portail ouest de l'église Notre-Dame.
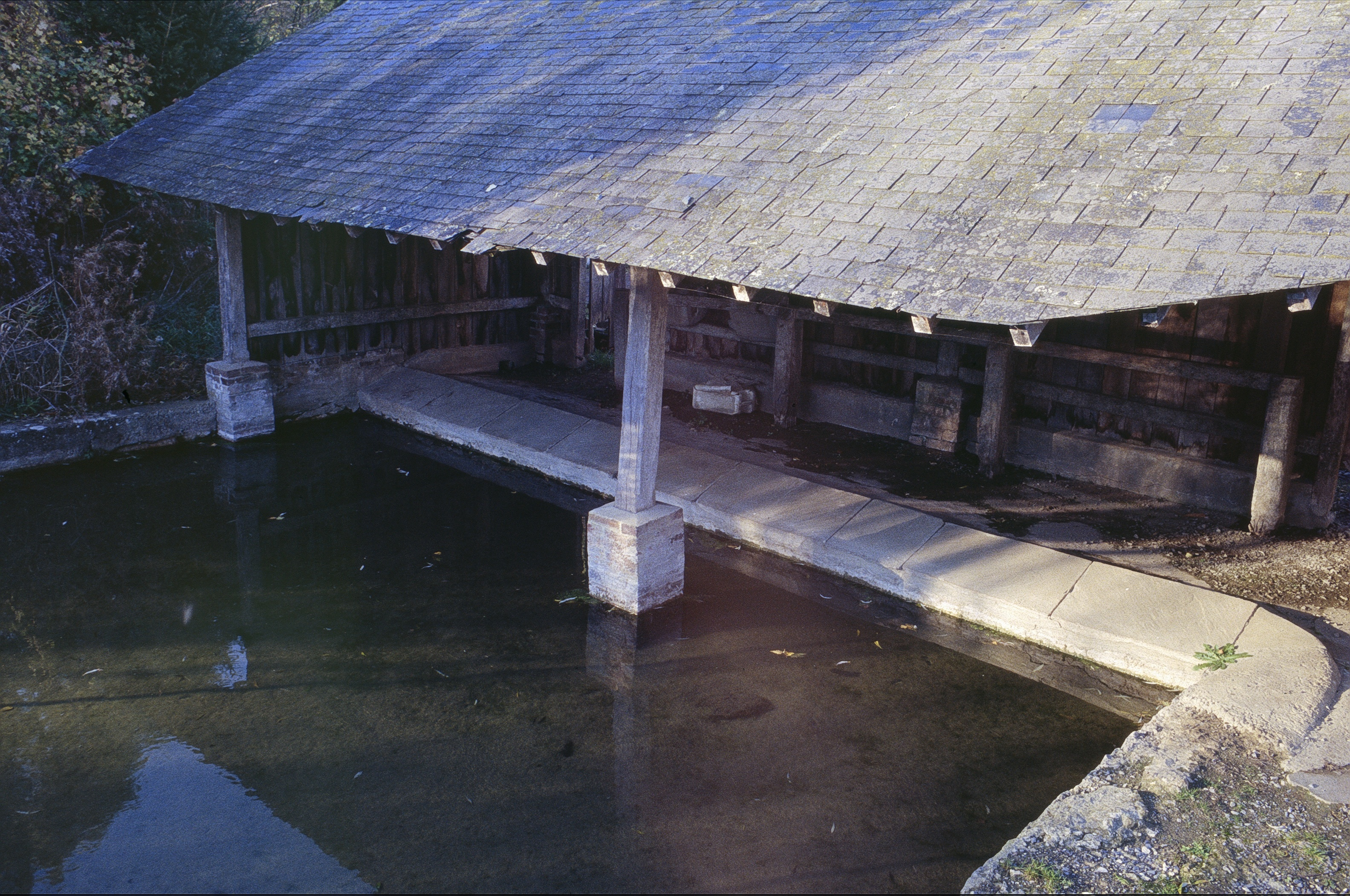
Lavoir à Soulangy.
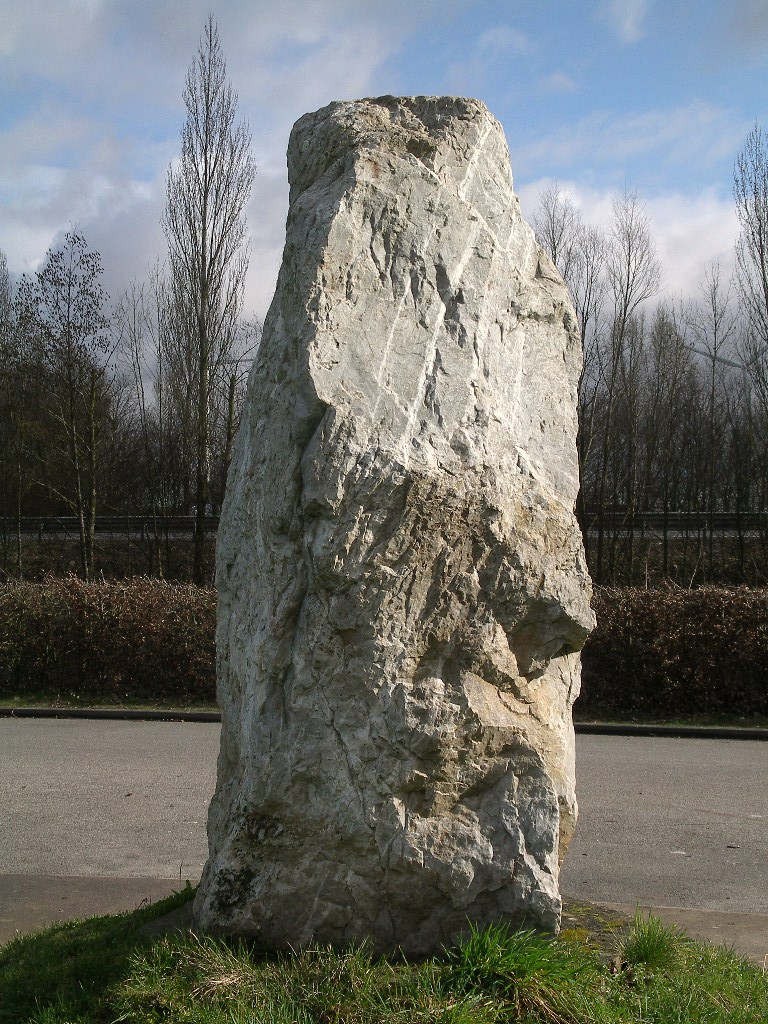
Le menhir.
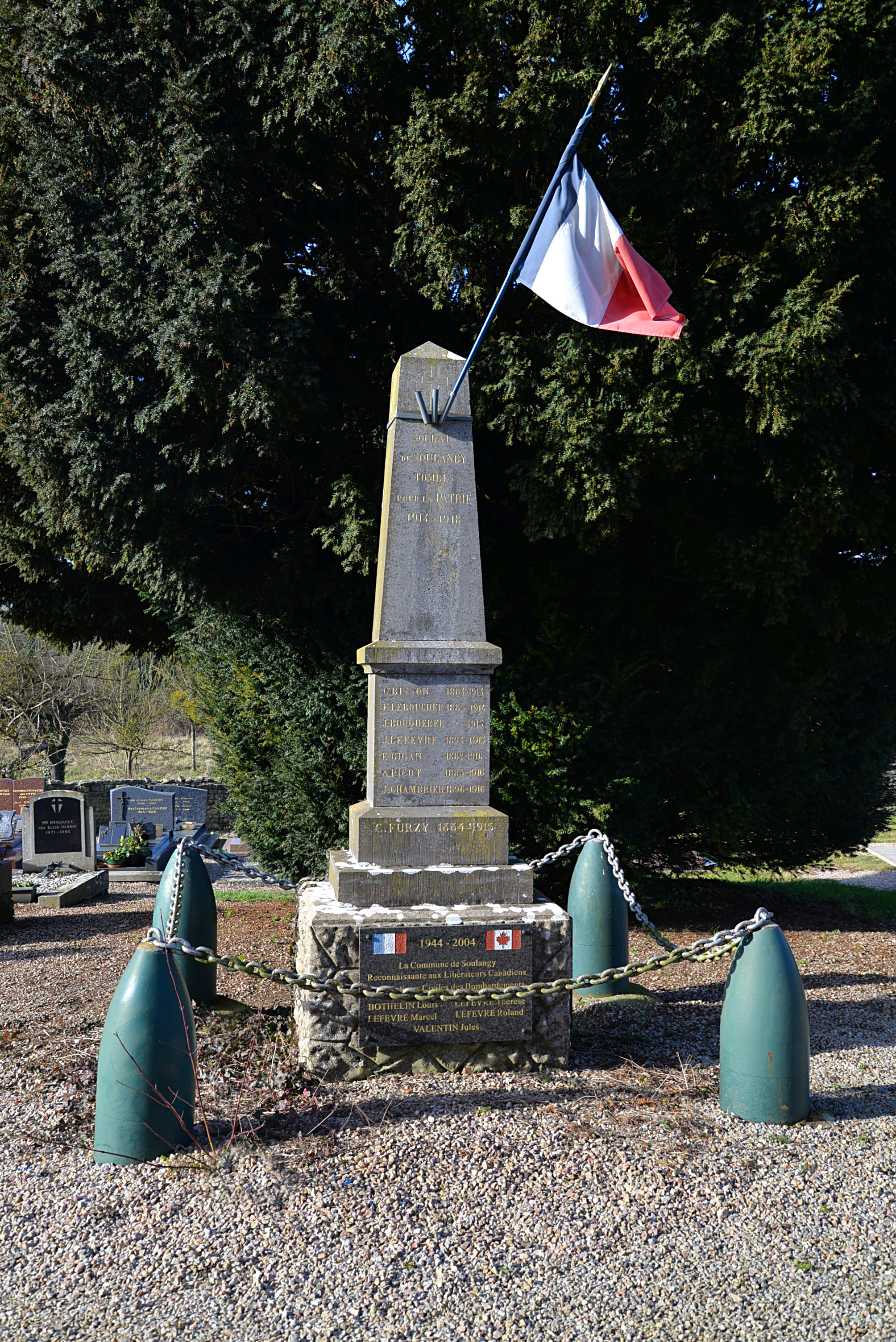
Le monument aux morts.

### Personnalités liées à la commune
Olivier Chéron  (1854-1935), peintre français, y est né

## Pour aprofondir